# Ляйен, Урсула фон дер
У́рсула Гертру́да фон дер Ля́йен (нем. Ursula Gertrud von der Leyen, урождённая А́льбрехт, нем. Albrecht; род. 8 октября 1958, Иксель, Брюссель, Бельгия) — немецкий и европейский политический и государственный деятель. Председатель Европейской комиссии с 1 декабря 2019 года — первая женщина в этой должности.
В прошлом в правительстве ФРГ занимала должности министра по делам семьи (2005—2009), министра труда и социальных вопросов (2009—2013), министра обороны ФРГ (2013—2019).

## Ранние годы
Дочь Эрнста Альбрехта, видного политика Христианско-демократического союза Германии (ХДС), бывшего премьер-министра Нижней Саксонии, внука дочери бременского торговца хлопком Людвига Кнопа Луизы.
Жила в Бельгии до 13-летнего возраста. В 1971 году семья переехала в Лерте близ Ганновера.

## Образование
После окончания гимназии в Лерте Урсула фон дер Ляйен в 1977 году продолжила образование в университетах Гёттингена, Мюнстера, где изучала экономику. В 1978 году посещала занятия в Лондонской школе экономики и политических наук. Изучала медицину в высшей медицинской школе Ганновера, которую окончила в 1987 году сдачей государственного экзамена и апробацией в должности врача.
С 1988 по 1992 год работала врачом-ассистентом в гинекологическом отделении университетской клиники Ганновера. По окончании аспирантуры в 1991 году Урсула фон дер Ляйен защитила диссертацию на звание доктора медицины. С 1992 по 1996 год вместе с семьёй находилась в Стэнфорде, штат Калифорния, где её муж работал преподавателем Стэнфордского университета.
В 1998—2002 годах работала преподавателем кафедры эпидемиологии, социальной медицины и исследований системы здравоохранения в Высшей медицинской школе Ганновера, где в 2001 году она получила степень магистра в области общественного здравоохранения. Кроме немецкого владеет французским и английским языками.

## Политика
В 1990 году присоединилась к ХДС. В 2003 году была избрана в парламент Нижней Саксонии; с 2003 по 2005 годы была министром по социальным вопросам, делам женщин, семьи и здоровья земли Нижняя Саксония в кабинете Кристиана Вульфа. В 2005 году была назначена федеральным министром по делам семьи, пожилых граждан, женщин и молодёжи в кабинете Ангелы Меркель.
На федеральных выборах 2009 года была избрана в бундестаг. 30 ноября 2009 года сменила Франца Йозефа Юнга в качестве федерального министра труда и социальных дел. Считалась главным кандидатом для выдвижения от правящих партий ХДС/ХСС и СвДП на должность президента Германии на выборах 2010 года, но в конечном итоге в качестве кандидата был выбран Кристиан Вульф.
С 17 декабря 2013 по 17 июля 2019 года была министром обороны Германии.

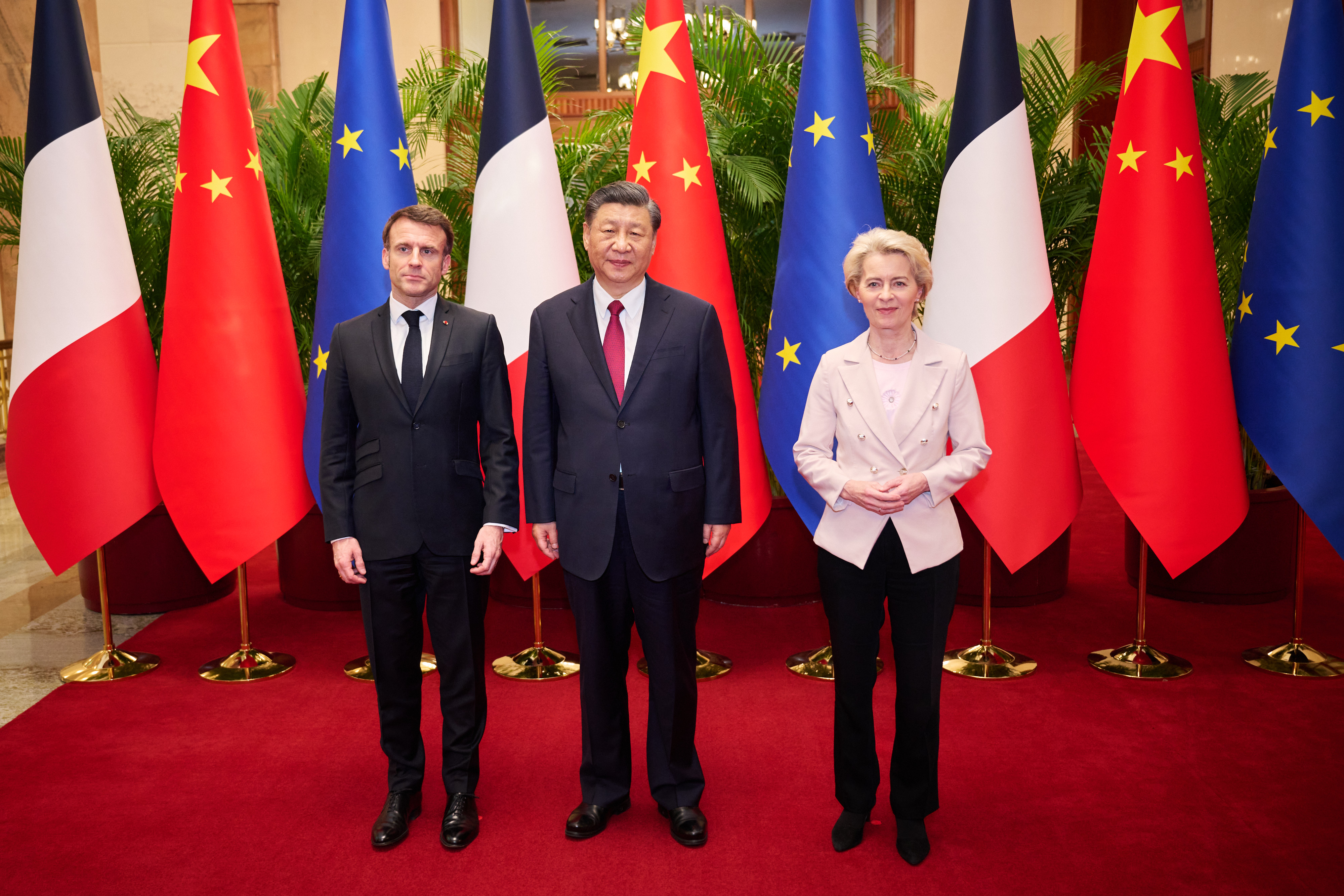
Эмманюэль Макрон, Си Цзиньпин и Урсула фон дер Ляйен на саммите в Китае, 6 апреля 2023

В 2019 году была утверждена в должности председателя Еврокомиссии, после чего сформировала очередной состав исполнительного органа Евросоюза, мандат которого продлился до 2024 года.
4 марта 2025 года Урсула фон дер Ляйен объявляет об инвестициях в размере 800 миллиардов евро в европейскую оборону.
В июле 2025 года Европарламент не поддержал вотум недоверия к  Урсуле фон дер Ляйен. В ходе голосования 360 депутатов Европарламента проголосовали против резолюции, 175 — за, а 18 воздержались. Это значительно ниже требуемого порога в две трети голосов и не менее 361 депутата Европарламента, проголосовавших «за». Для вынесения вотума недоверия требовалась поддержка 2/3 присутствующих.

## Критика
30 ноября 2022 года заявила, что в войне на Украине с 24 февраля 2022 года убито 100 000 украинских военных. Позднее эта информация была удалена. По версии издания Politico, возможно, она имела в виду американские оценки потерь. Руководитель управления по связям с общественностью ВСУ Богдан Сеник заявил, что ведомство не может подтвердить эту цифру, поскольку данная информация является закрытой. Глава департамента связей с общественностью Еврокомиссии Дана Спинант сообщила, что удаленная информация о 100 000 погибших украинских военных была взята из внешних источников.
В июле 2025 года фон дер Ляйен была на грани отставки из-за коррупционного скандала, но вотум недоверия был отклонён Европарламентом. Позже канцлер Германии Фридрих Мерц назвал «провальной» политику ЕС в отношении Украины. Газета «Bild» сочла, что критика была направлена лично против фон дер Ляйен. Мерц сказал, что при текущем подходе Украина не скоро вступит в ЕС.

## Семья
Урсула фон дер Ляйен замужем за Хайко фон дер Ляйеном (род. 1955), профессором медицины, с декабря 2020 года занимающим пост медицинского директора компании по развитию генно-инженерных технологий Orgenesis Inc. Хайко происходит из аристократического рода Ляйен (не путать с одноимённым графским и княжеским родом).
У супругов семеро детей: Дэвид Эхтер (род. 21 августа 1987), Софи Шарлотта (род. 2 декабря 1989), Мария Доната (род. 28 марта 1992), сёстры-близнецы Виктория Урсула и Йоханна Гертруда родились в США 20 марта 1994 года, обе дочери замужем, Эгмонт Ульрих (род. 12 марта 1998), Грация Диотима (род. 25 октября 1999).

## Награды

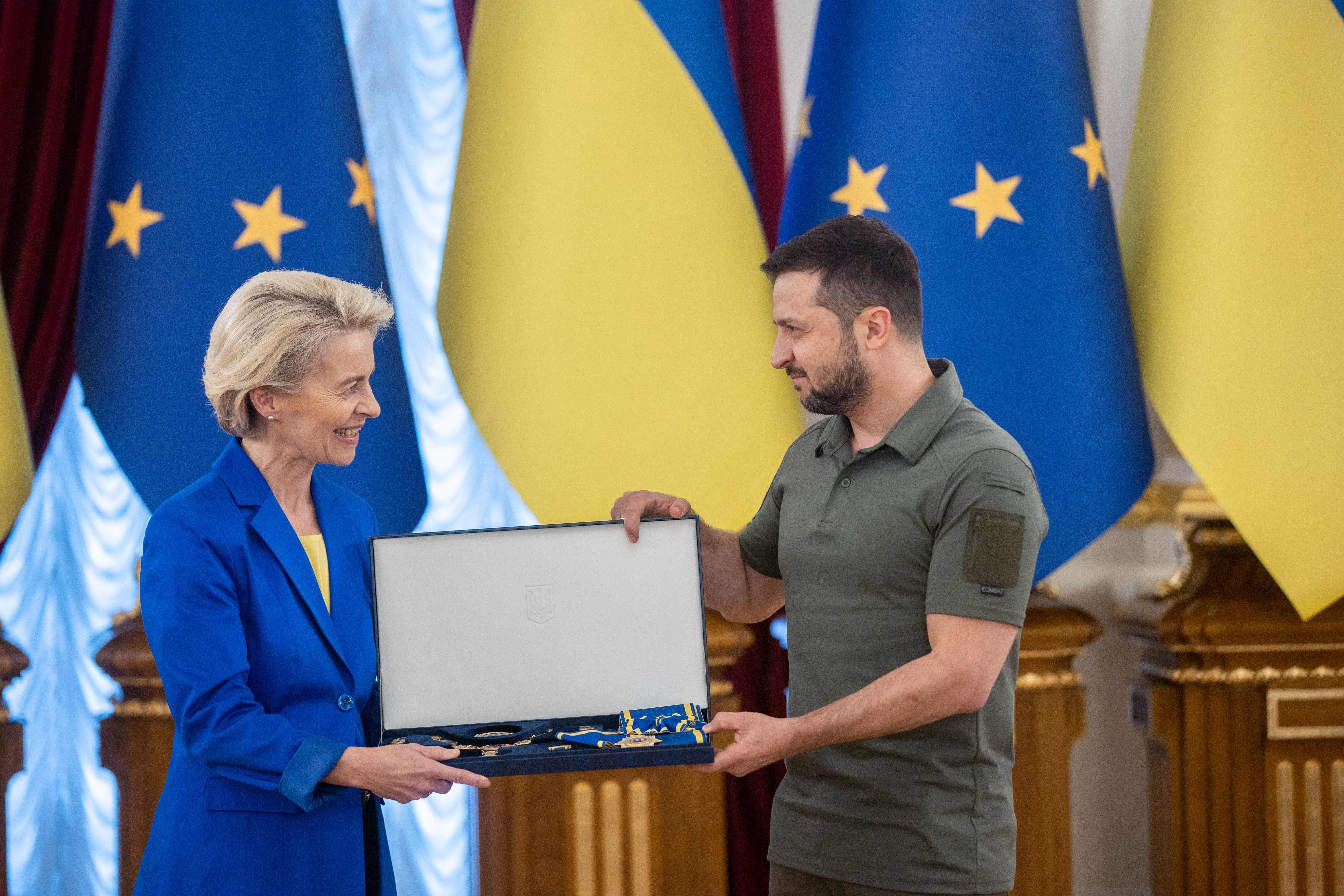
Награждение орденом князя Ярослава Мудрого I степени, 15 сентября 2022

- Международная премия имени Карла Великого (январь 2025, Германия)[13].
- Орден князя Ярослава Мудрого I степени (23 августа 2022, Украина) — за значительные личные заслуги в укреплении межгосударственного сотрудничества, поддержку государственного суверенитета и территориальной целостности Украины, весомый вклад в популяризацию Украинского государства в мире[14].
- Кавалер Большого креста ордена Великого князя Литовского Гядиминаса (7 февраля 2025, Литва)[15].
- Кавалер Большого креста ордена «За заслуги перед Литвой» (15 февраля 2017, Литва)[16][17].
- Командор Национального ордена Мали (4 апреля 2016, Мали)[18].
- Медаль Балтийской ассамблеи (17 октября 2024)[19]

## Труды
- Ursula von der Leyen, C-reaktives Protein als diagnostischer Parameter zur Erfassung eines Amnioninfektionssyndroms bei vorzeitigem Blasensprung und therapeutischem Entspannungsbad in der Geburtsvorbereitung, Dissertation, Hanover Medical School, 1990[20]
- Herausgeberin: Füreinander da sein, miteinander handeln. Warum die Generationen sich gegenseitig brauchen. Herder, Freiburg im Breisgau u. a. 2007, ISBN 978-3-451-05874-5.
- Ursula von der Leyen, Maria von Welser, Wir müssen unser Land für die Frauen verändern. Bertelsmann, Munich, 2007, ISBN 978-3-570-00959-8
- Ursula von der Leyen, Liz Mohn, Familie gewinnt. Bertelsmann Foundation, 2007, ISBN 978-3-89204-927-2
- Herausgeberin mit Vladimir Spidla: Voneinander lernen — miteinander handeln. Aufgaben und Perspektiven der Europäischen Allianz für Familien. Nomos, Baden-Baden 2009, ISBN 978-3-8329-3650-1.

## Предки

Герб семьи Фон дер Ляйен